# Anti-social behaviour order
Anti-social behaviour order, ASBO, är en brittisk juridisk term. ASBO infördes i lagen Crime and Disorder Act 1998 och syftar till att varna någon som uppför sig på ett sådant sätt att beteendet kan orsaka oro eller obehag eller leda till besvär för andra personer som inte är del av samma hushåll som den varnade personen.
I England och Wales utfärdas ASBO av Magistrates' Courts och i Skottland av Sheriff Courts.